# 벌교생태공원
벌교생태공원(筏橋生態公園, Beolgyo Ecological Park)은 대한민국 전라남도 보성군에 있는 스포츠 시설이다. 400m 육상 트랙 8개 레인과 인조잔디 필드가 갖춰진 경기장이며, 2010년에 준공되었다. 인조잔디 필드가 갖춰진 보조경기장, 다목적 실내 체육 시설인 벌교스포츠센터가 갖춰져 있다.

## 참고 문헌
- 《전국 공공체육 시설 현황 (2017년말 기준)》. 대한민국 문화체육관광부. 2019. 2020년 7월 16일에 원본 문서에서 보존된 문서. 2019년 7월 2일에 확인함.
- 《2019년 전국 공공체육시설 현황 (2018년말 기준)》. 대한민국 문화체육관광부. 2020.
- 《2023 전국 공공체육시설 현황 (2022년 12월말 기준)》. 대한민국 문화체육관광부. 2024.